# Civilization: Beyond Earth
Sid Meier's Civilization: Beyond Earth — відеогра жанру глобальної покрокової стратегії, розроблена американською компанією Firaxis Games. Випуск відбувся 24 жовтня 2014 року на платформах Microsoft Windows, OS X та Linux.
Гра є духовним спадкоємцем Sid Meier's Alpha Centauri, де гравець керує розвитком колонії землян, заснованої на одній з екзопланет. Події Beyond Earth розгортаються в майбутньому (починаючись з 2600 року) після війни, відомої як «Велика помилка», в ході якої Земля зазнала численних екологічних катастроф. Земні союзи держав споряджують експедиції в пошуках нової придатної для життя планети.
9 жовтня 2015 року вийшло доповнення Civilization: Beyond Earth: Rising Tide, яке надає більше гнучкості в розвитку цивілізацій та дипломатії.

## Ігровий процес

Приклад ігрового процесу: глобальна карта

### Основи
Гравець займається розвитком обраної цивілізації, створеної із земних колоністів на екзопланеті. Основні ігрові дії відбуваються на карті планети з шестикутною розміткою в покроковому режимі. На початку Beyond Earth гравець обирає організацію, яка фінансуватиме експедицію, обладнання корабля, склад експедиції та вантаж, взятий у подорож. Все це визначає початкові можливості. Обрана експедиція посилається до вибраної планети та висаджується на ній, розбудовує міста та розвиває науку і культуру. Згодом прибувають конкуренти з інших земних фракцій, які можуть стати як ворогами так і союзниками.
В столиці новоутвореної цивілізації можна замовити розвідників, дослідників, солдатів, робітників тощо, котрі відповідно шукатимуть в експедиціях корисні предмети, засновуватимуть аванпости, воюватимуть з ворогами або будуватимуть споруди. Різні ландшафти мають різну прохідність і придатність для зведення певних типів споруд. Гравець періодично отримує завдання, обирає напрям розвитку чи вирішує суперечності серед населення.
На планеті живуть місцеві нерозумні істоти, які можуть поводитися себе агресивно. Також біосфера виділяє отруйну речовину — міазму, яку можна розсіювати шляхом терраформуванням ландшафту, а в процесі розвитку технологій зробити колоністів невразливими до неї.
Гра триває допоки підконтрольна цивілізація не досягне кінцевої мети або не загине. У випадку, якщо супротивник досягне своєї мети першим, гравець отримає повідомлення про поразку, але зможе продовжити грати.

### Розвиток цивілізації
Аби цивілізація процвітала та могла конкурувати з іншими земними фракціями, гравець мусить досліджувати простори планети, піклуватися про добування ресурсів, розвиток науки та добробут поселенців.
Більшість дій вимагають енергію, яка добувається від зведення генераторів чи купується в лідерів інших фракцій. Зростання чисельності населення, і відповідно колонізація, можливе завдяки накопиченню достатньої кількості їжі. Від рівня здоров'я населення залежить ефективність інфраструктури. Для його підтримки потрібно будувати в містах відповідні будівлі (лікарні, біопринтери тощо) та слідкувати за наявністю шкідливих виробництв. Рівень культури визначає прогрес суспільства та розширення міст, піднімається при цікавих знахідках та відповідними будівлями (святинями, музеями тощо). Розвиток науки представлений у вигляді пов'язаних між собою гілок розвитку з численними відгалуженнями. Гравець обирає потрібний напрям і він досліджується визначену кількість ходів, після чого відкриваються відповідні технології та можливості. Для досліджень потрібні очки науки, які продукуються кожною колонією або купуються в ході дипломатичних угод. Вершинами розвитку технологій є «Чудеса», наприклад, установка для оживлення померлих.
Колоністи мають можливість укладати між собою угоди, торгувати чи воювати. З часом нащадки різних експедицій засилають до противників шпигунів і диверсантів. Також відкривається доступ до орбітальних апаратів різного спрямування.

#### Чесноти
Розвиток цивілізації залежить від культури, і можливий за 4-ма напрямками або ж «Чеснотами» (англ. Virtues): Сила (військова справа, ефективність заводів і добування ресурсів), Процвітання (зростання населення, медицина, ефективність добування їжі), Знання (наукові дослідження, розвиток культури та шпигунство) та Промисловість (ефективність заводів та здобуток енергії). В кожному напрямку існує три рівні зі своїм набором кількісних і якісних вдосконалень у відповідних сферах, наприклад зростання здоров'я або збільшення ефективності ферм. Коли кількість очок культури досягає потрібного рівня, гравець отримує можливість обрати одне вдосконалення з-поміж цих напрямків.

#### Ресурси
Для будівництва спеціальних споруд в містах, створення певних бойових підрозділів, існує 6 видів стратегічних ресурсів: нафта, геотермальні джерела, титан, ксеномаса, летючі камені, фіраксит. Щоб добувати та використовувати їх — спершу слід дослідити відповідні технології.
Ресурсами, як і енергією та наукою, можливо торгувати.

#### Схильності
В процесі дослідження нових технологій і прийняття стратегічних рішень цивілізація розвиває свою «Схильність» (англ. Affinity) — філософію, яка впливає на її подальший прогрес. Залежно від того, яка з філософій є основною, змінюються взаємовідносини з іншими колоніями, основні завдання гри, специфікації військ, а також стилістика цивілізації. Всього існує три «Схильності»: Гармонія, Чистота, Зверхність. Одночасно колонія може розвивати всі, отримуючи з кожним рівнем нові бонуси.
- Гармонія (англ. Harmony) — турбота про довкілля, адаптація до умов планети шляхом генної інженерії, відмова від способу життя Землі, що призвів до екологічних катастроф. Головною метою є об'єднання розумів людей і встановлення зв'язку з колективним розумом біосфери планети. Гармонія передбачає створення біонічних військ та генно-модифікованих іншопланетян. Слідування цим шляхом вимагає більшого використання ксеномаси.
- Чистота (англ. Purity) — неприйняття пристосування, наслідування і прославляння історії та способу життя Землі. Цивілізація цього шляху прагне переселити залишки землян на свою планету. Війська набувають кутастої форми та масивності, носять численні відзнаки і штандарти. Слідування цим шляхом вимагає більшого використання летючих каменів.
- Зверхність (англ. Supremacy) — самовдосконалення шляхом кіборгізації та нанотехнологій для недопущення помилок минулого землян. Основною метою є вдосконалення тіла людини та виведення життя на якісно новий рівень, недоступний досі. Війська стають кутастими, роботизованими і безпілотними. Слідування цим шляхом вимагає більшого використання фіракситу.

### Експедиції
- Американська Переселенська Корпорація (англ. American Reclamation Corporation) — представляє США, лідер — Сюзанна Марджорі Філдінг, головна колонія — Централ. Має переваги в технологіях шпигунства.
- Бразилія (англ. Brasilia) — лідер — Режінальдо Болівар, головна колонія — Цитадель. Має переваги у військах ближнього бою.
- Франко-Іберія (англ. Franco-Iberia) — об'єднує Західну Європу і Північну Африку, лідер — Елоді, головна колонія — Ле-Кер. Зосереджується на розвитку культури і доброчинності.
- Кавітанський протекторат (англ. Kavithan Protectorate)  — Індійський субконтинент, лідер — Кавіта Такур, головна колонія — Мандіра. Зосереджується на збільшенні кількості населення і розвитку культури.
- Паназіатський кооператив (англ. Pan-Asian Cooperative) — виник як «об'єднання гігантських прибережних міст» Східної Азії, лідер — Даомін Сочуа, головна колонія — Тяньгун. Має преваги у швидкості виробництва.
- Народний Африканський Союз (англ. People's African Union) — Тропічна Африка, лідер — Саматара Джама Барре, головна колонія — Маган. Має переваги у зрості кількості населення і рівні здоров'я колоністів.
- Полістралія (англ. Polystralia) — Південно-Східна Азія, Австралія та Океанія, лідер — Хутам, головна колонія — Фріленд. Має переваги в торгівлі з іншими колоністами.
- Слов'янська федерація (англ. Slavic Federation) — Східна Європа та Північна Азія, лідер — Вадим Петрович Козлов, головна колонія — Храброст. Має переваги в тривалості перебування супутників на орбіті і може обрати безкоштовну технологію.

DLC «Rising Tide»:
- Аль-Фалах (англ. Al Falah) — Близький Схід та Північна Африка, лідер — Арші Кишак, головна колонія  — Ард. Має переваги з містобудування.
- ІНТЕГР (англ. INTEGR) — Німеччина, лідер — Ліна Ебнер, головна колонія  — Вельтгейст. Має переваги у дипломатичних витратах.
- Альянс Північного моря (англ. The North Sea Alliance) — Велика Британія та Скандинавія, лідер — Дункан Хьюз, головна колонія  — Морська фотеця. Має переваги будівництва міст на воді та військово-морських технологій.
- Чонгсу (англ. Chungsu) — Корея, лідер — Хан Джемун, головна колонія  — Чонсан. Має переваги бонусів від диверсійно-розвідувальної діяльності.

## Кінцівки
У грі є п'ять способів досягти перемоги, але три з них залежать від обраної філософії.
- Трансцендентність (англ. Transcendence) — цивілізація гравця відкриває, що планета є живим організмом і знаходить спосіб злитися з її колективним розумом. Для цього вона повинна слідувати шляху Гармонії, побудувати установку «Квітка Розуму», яка пов'язає розуми істот, та зуміти захистити її, поки «Квітка Розуму» «розцвіте».
- Земля обітована (англ. Promised Land) — колоністи відновлюють зв'язок із Землею шляхом відкриття порталу до прабатьківщини, через який проходять безліч поселенців. Для цього цивілізація повинна слідувати шляху Чистоти, побудувати «Браму виходу», після чого прийняти переселенців і зуміти їх розселити на своїй планеті.
- Емансипація (англ. Emancipation) — колоністи відновлюють зв'язок із Землею і відкривають портал, через який присилають війська, щоб захопити прабатьківщину і позбавити її жителів слабкостей старих тіл, як вчинили із собою. Для цього цивілізація повинна слідувати шляху Зверхності, збудувати «Браму емансипації», розвинути суперкомп'ютери, орбітальні комунікації, після чого відправити на Землю сильну армію.
- Контакт (англ. Contact) — цивілізація знаходить на планеті докази перебування там в минулому інших розумних істот, яких називає Предтечами, та будує маяк, який шле їм сигнал. Вона отримує відповідь, після чого здійснює перший контакт з Предтечами. Для досягнення такої кінцівки слід розвивати дослідження космосу та звести «Маяк контакту», після чого запустити його, зібравши достатньо енергії, і дочекатися відповіді. Ця кінцівка доступна для всіх.
- Панування (англ. Domination) — цивілізація знищує всіх конкурентів на планеті. Вона лишається переконаною, що війна не була «Великою помилкою» і саме війна є шляхом до процвітання. Для цього вимагається знищити столиці всіх противників. Ця кінцівка доступна для всіх[7][8][9].

## Оцінки й відгуки
| Агрегатор    | Оцінка |
| ------------ | ------ |
| GameRankings | 79.54% |
| Metacritic   | 81/100 |

| Видання        | Оцінка |
| -------------- | ------ |
| Destructoid    | 9/10   |
| Eurogamer      | 8/10   |
| Game Informer  | 9/10   |
| GameRevolution | [ 15 ] |
| GameSpot       | 7/10   |
| GamesRadar+    | [ 17 ] |
| GameTrailers   | 8.7/10 |
| Giant Bomb     | [ 19 ] |
| IGN            | 7.9/10 |
| Joystiq        | [ 21 ] |
| PC Gamer (США) | 87/100 |
| Polygon        | 9/10   |

| Видання | Оцінка |
| ------- | ------ |
| PlayUA  | 85/100 |

Civilization: Beyond Earth отримала схвальні відгуки від критиків і гравців. Вона набрала середню оцінку в 79,54 % на агрегаторі GameRankings і 81/100 на Metacritic.
IGN оцінили гру у 7.9 балів з 10, назвавши її не найсильнішою грою в серії, проте сповненою цікавих інновацій, які дають відчути реальну різницю в шляхах розвитку і співчувати іншопланетному життю. Особливе схвалення отримала система розвитку за «Чеснотами», можливість запускати орбітальні апарати та дипломатія.
Сайт Giantbomb дав Civilization: Beyond Earth 3 зірки з 5. Він розкритикував гру за відсутність історичних впливів, значущих осіб, та складність змінити напрям розвитку на пізніх етапах. Разом з тим схвалення отримав візуальний стиль, естетика, і великий потенціал, який може розкритися в доповненнях.
Український сайт PlayUA оцінив гру в 85 балів зі 100 з висновком, що всі її аспекти на висоті, але ціна може відлякнути потенційних покупців.